# Anestia semiochrea
Espèce
Synonymes
- Xanthodule semiochrea Butler, 1886
- Anestia inquinata Lucas, 1890

Anestia semiochrea est une espèce de lépidoptères (papillons) de la famille des Erebidae et de la sous-famille des Arctiinae.
On la trouve en Australie dans le Territoire de la capitale australienne, au Queensland et en Nouvelle-Galles du Sud.
La femelle adulte est dépourvue d'ailes. La chenille se nourrit de lichens.